# Buram
Buram (arab. برام) – miasto w Sudanie, w prowincji Darfur Południowy. Według danych na rok 2008 liczyło 65 473 mieszkańców.